# Vùng GIUK

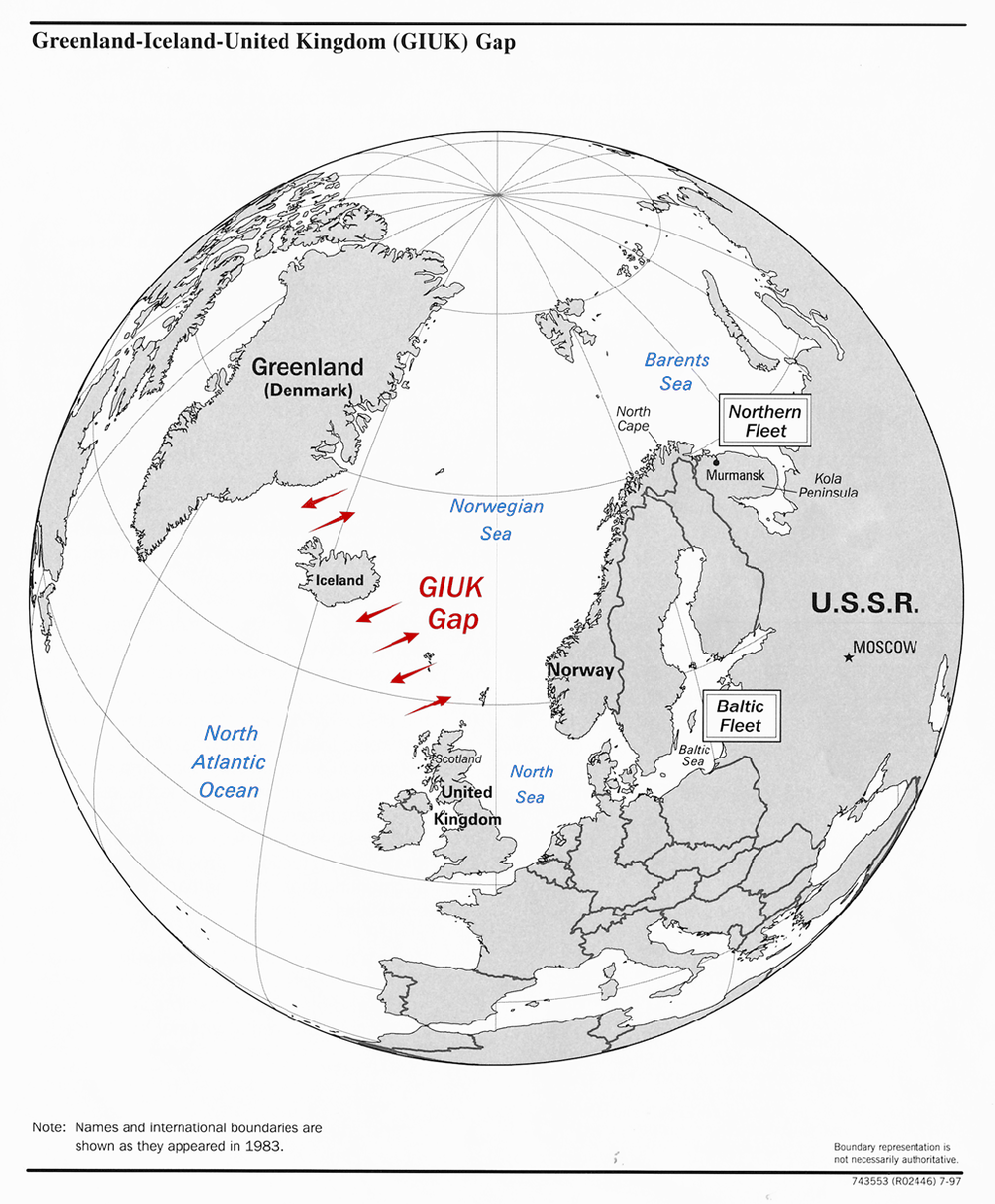
Vị trí vùng GIUK ở Bắc Đại Tây Dương (thể hiện biên giới quốc tế năm 1983)

Khoảng trống GIUK là vùng ở Bắc Đại Tây Dương, là một vị trí án ngữ quan trọng trong tác chiến hải quân. Nó được đặt tên bao gồm chữ viết tắt của Greenland, Iceland, và Vương quốc Anh (United Kingdom). Khoảng trống GIUK có phạm vi nằm giữa 3 quốc gia này. Thuật ngữ Khoảng trống GIUK thường được sử dụng trong các vấn đề quân sự. Đây là một khu vực chiến lược quan trọng kể từ đầu thế kỷ 20.

## Tầm quan trọng đối với Hải quân Hoàng gia Anh
Khoảng trống GIUK rất quan trọng đối với Hải quân Hoàng gia Anh, vì hải quân các nước Bắc Âu muốn xâm nhập vào Đại Tây Dương sẽ phải đi qua Eo biển Manche, vốn được bảo vệ rất nghiêm ngặt, và cũng là một trong những tuyến đường biển nhộn nhịp nhất thế giới, hoặc thông qua 2 bên bờ biển quanh Iceland. Vì người Anh cũng đã kiểm soát cảng Gibraltar chiến lược ở lối vào Địa Trung Hải, điều này đồng nghĩa với việc Tây Ban Nha, Pháp, và Bồ Đào Nha là các quốc gia thuộc lục địa Châu Âu duy nhất có lối đi thẳng ra Đại Tây Dương mà không bị án ngữ bởi Hải quân Hoàng gia Anh.

## Lịch sử
Kể từ đầu thế kỷ 20, việc tuần tra bảo vệ khu vực GIUK và các biện pháp thâm nhập qua khu vực này để vào Đại Tây Dương của các quốc gia Bắc Âu đã góp nên một vai trò quan trọng trong tác chiến hải quân.

### Chiến tranh thế giới II
Kể từ khi nổ ra Thế chiến 2 năm 1939, tàu hải quân Đức quốc xã đã sử dụng khoảng trống GIUK để có thể xuất phát từ các căn cứ ở phía bắc nước Đức hoặc từ các căn cứ ở Nauy sau khi Hải quân Đức chiếm được Nauy vào tháng 4 năm 1940 nhằm tấn công vào các tàu biển vận tải của quân Đồng Minh, nhưng quân Đồng minh đã nỗ lực ngăn chặn hải quân Đức ở Biển Bắc và ở khu vực GIUK. Quân Anh chiếm được quần đảo Faroe tháng 4 năm 1940, và chiếm Iceland vào tháng 5 năm 1940; còn Mỹ tạo được sự ảnh hưởng lên Greenland kể từ năm 1940. Tuy nhiên Hải quân Đức Quốc xã đã được lợi rất nhiều sau khi Pháp thất trận vào tháng 6 năm 1940, nhờ đó mà tàu ngầm Hải quân Đức có thể được triển khai từ các căn cứ trên bờ biển Pháp. Từ năm 1940 đến 1942, Eo biển Đan Mạch nằm giữa Iceland và Greenland là một trong số ít khu vực mà Máy bay ném bom tuần tra của Không quân Hoàng gia Anh không thể với tới, do đó khu vực này tàu ngầm của Đức hoạt động rất mạnh mẽ.
Nguồn gốc của từ "Khoảng trống" bắt đầu từ trong thời kỳ này, khi mà có một khoảng không phận còn được gọi là Khoảng trống Đại Tây Dương hay là "khoảng trống Greenland". Khoảng không này là vùng mà các máy bay có căn cứ trên đất liền không thể tiếp cận và do đó, chúng không thể thực hiện nhiệm vụ Chống ngầm. Khoảng trống không có sự giám sát từ trên không đã được thu lại vào năm 1943, với sự xuất hiện của các loại máy bay ném bom tầm xa như Short Sunderland và máy bay ném bom B-24.

### Chiến tranh lạnh
Khoảng trống GIUK một lần nữa là vùng nóng trên biển vào những năm 1950, nó là lối ra duy nhất của tàu ngầm Xô Viết triển khai từ căn cứ tại Bán đảo Kola. NATO lo ngại rằng một khi Chiến tranh Lạnh trở thành một cuộc xung đột thực sự, các đoàn tàu hộ tống hàng từ Mỹ cho châu Âu sẽ bị tổn thất nặng nề nếu như tàu ngầm của Liên Xô có thể triển khai tại Bắc Đại Tây Dương. Mỹ và Anh dựa theo kinh nghiệm tác chiến hải quân trước chiến tranh đã phong tòa khoảng trống GIUK, và tiến hành cài đặt các đầu thu sóng âm dưới mặt nước những năm 1950s – đây là một ví dụ của cái gọi là hệ thống do thám dưới nước SOSUS. Việc triển khai các sonar do thám dưới nước tại khoảng GIUK và các khu vực khác, đã giúp phát hiện các tàu ngầm của Hạm đội phương Bắc của Liên Xô được dễ dàng hơn.
Nhiệm vụ chính của Hải quân hoàng gia Anh trong suốt chiến tranh lạnh, là ngăn chặn hải quân Liên Xô và tham gia tác chiến chống ngầm  (ASW). Việc phát triển tàu sân bay chống ngầm lớp Invincible là dựa trên Học thuyết quân sự này: nhiệm vụ chủ yếu của chúng là tham gia tác chiến chống ngầm, sử dụng trực thăng chống ngầm Westland Sea King. Tàu frigate Type 23 được sử dụng như là nền tảng tác chiến chống ngầm; nhiệm vụ của nó được mở rộng kể từ cuộc chiến đảo Falkland năm 1982.
Hải quân Nga đã mở 2 chiếc dịch: Aport và Atrina vào năm 1985 và 1987, nhằm thực hiện diễn tập trong đó các tàu ngầm của nước này sẽ đi qua vùng trống GIUK, cùng thời điểm đó Liên Xô triển khai một loạt tàu ngầm hạt nhân gần bờ biển nước Mỹ, ngay trước khi cuộc gặp thượng đỉnh Gorbachov-Reagan năm 1985 diễn ra.
Liên Xô đã lên kế hoạch sử dụng khoảng trống GIUK để chặn bất kỳ tàu chiến NATO nào, đặc biệt là các tàu sân bay đang hướng đến Liên Xô. Các tàu chiến và tàu ngầm cũng như cả máy bay ném bom trinh sát Tupolev Tu-142 cũng theo dõi tất cả các tàu có thể là mối đe dọa.
Tầm bắn lớn của các tên lửa liên lục địa phóng từ tàu ngầm SLBMs giúp cho Hải quân Liên Xô có khả năm triển khai các tàu ngầm mang tên lửa đạn đạo ngay từ trong căn cứ tại biển Barents từ đó giảm thiểu nguy cơ khi phải đi qua khu vực GIUK. Sau khi chiến tranh lạnh kết thúc cùng sự sụp đổ của Liên Xô, hải quân Nga đã suy giảm về quy mô, cùng với đó là họ cũng giảm bớt việc các tầu ngầm Nga tuần tra qua khu vực GIUK.

### Hậu chiến tranh lạnh
Cuối tháng 10 năm 2019, một tuần trước khi Tư lệnh Hạm đội phương Bắc Aleksandr Moiseyev và Bộ trưởng Ngoại giao Liên Bang Nga Sergey Lavrov gặp người đồng cấp người Nauy tại Kirkenes, Na Uy, 10 tàu ngầm của Hạm đội phương Bắc, gồm 2 tàu ngầm điện diesel và 8 tàu ngầm năng lượng hạt nhân, đã rời khỏi căn cứ tại Bán đảo Kola để tham gia cuộc diễn tập tàu ngầm lớn nhất của Nga kể từ các chiến dịch Aport và Atrina thời Chiến tranh Lạnh.
Nhiệm vụ chính của cuộc diễn tập là kểm tra khả năm đi qua khoảng trống GIUK của tàu ngầm Nga mà không để bị phát hiện, xâm nhập Đại Tây Dương. Cuộc diễn tập được cho là kéo dài 2 tháng.

## Chim di cư
Khoảng trống GIUK cũng đồng thời là tuyến đường bay của các loài chim di cư như Oenanthe oenanthe bay qua Đại Tây Dương đến Greenland và Bắc Canada.

## Trong văn hóa đại chúng
- Bộ phim năm 1960 của điện ảnh Anh Sink the Bismarck! đã đề cập đến tầm quan trọng về chiến lược của khoảng trống GIUK đối với các chiến dịch của Hải quân Anh trong Thế chiến 2, và miêu tả Trận chiến eo biển Đan Mạch giữa Hải quân Anh và Hải quân Đức. Bộ phim dựa trên cuốn tiểu thuyết The Last Nine Days of the Bismarck của C. S. Forester.
- Khoảng trống GIUK cũng được nhắc đến trong phim The Bedford Incident.
- Tiểu thuyết đầu tiên của Tom Clancy, The Hunt for Red October, cốt truyện dựa trên việc săn tìm chiếc tầu ngầm nguyên tử lớp Typhoon mang tên Red October của Liên Xô đã thâm nhập Bắc Đại Tây Dương, thuyền trưởng chiếc tàu ngầm lợi dụng công nghệ tàng hình trước sonar của con tầu để đào tẩu sang Mỹ. Vụ việc đã gây ra những căng thẳng trong quan hệ giữa Mỹ và Liên Xô.
- Cuốn tiểu thuyết thứ hai của Tom Clancy, Red Storm Rising, cốt truyện là thời điểm sau khi xảy ra chiến tranh giữa NATO và khối Warsaw. Liên Xô đã triển khai đợt tấn công bất nhờ vào căn cứ không quân NAS Keflavik và xâm lược Iceland. Từ đó Liên Xô đã phá bỏ được sự giám sát khoảng trống GIUK của NATO, giúp Hải quân Liên Xô có thể thâm nhập Bắc Đại Tây Dương. Sau đó tàu ngầm Liên Xô đã tấn công cùng với các cuộc không kích đã làm tàu Merchant Marine và các tàu trong Đoàn hộ tống Đại Tây Dương thiệt hại nặng nề.
- Trong phiên bản đầu tiên của game mô phỏng Harpoon người chơi phải phòng thủ khoảng trống GIUK. Tom Clancy sử dụng game mô phỏng này để viết tiểu thuyết Red Storm Rising.[7]
- Vị trí chiến lược của Iceland trong khu vực và là một mục tiêu trong đòn tấn công hạt nhân, đặc biệt vì đây là căn cứ của máy bay ném bom nguyên từ của NATO. Halldór Laxness đã kịch hóa tình thế địa chính trị này từ tầm nhìn của cô gái Ailen trong tiểu thuyết The Atom Station.